# Vénéon
Il Vénéon è un torrente che scorre nel dipartimento dell'Isère la cui sorgente è situata ai piedi dei ghiacciai de La Pilatte (dominato da Les Bans, 3.669 m) e del Chardon ad ovest dell'imponente barre des Écrins (4102 m).
Attraversa Saint-Christophe-en-Oisans, Vénosc prima di gettarsi nella Romanche a monte di Bourg-d'Oisans.